# Polizeiruf 110: Schellekloppe
Schellekloppe ist ein Kriminalfilm des HR von Michael Knof aus dem Jahr 1999 und erschien als 208. Folge der Filmreihe Polizeiruf 110. Es ist die zweite Folge mit dem Ermittlertrio Schlosser (Dieter Montag), Reeding (Chantal de Freitas) und Grosche (Oliver Stokowski).

## Handlung
Ein Rollstuhlfahrer wird Ohrenzeuge eines Pistolenschusses und verständigt daraufhin die Polizei. Die Befragung der 315(!) Hausbewohner bringt keinen Anhaltspunkt, von wo der Schuss gekommen sein kann, obwohl Kommissar Rene Schlosser selber in dem riesigen Mietshaus wohnt. Letztendlich meint Schlosser, dass möglicherweise nur irgendwo ein Luftballon geplatzt sei.
Doch schon bald werden Leichenteile gefunden, sodass tatsächlich ein Mord geschehen sein muss. Kommissar Robert Grosche lässt routinemäßig alle Besitzer von Waffen ermitteln, die in dem Mietshaus wohnen, sodass auch Schlossers Waffe überprüft werden muss. Inzwischen können die gefundenen Leichenteile dem Kleinkriminellen Marquardt zugeordnet werden. Grosche befragt dessen Bekannten und erfährt so, dass sich das Opfer tatsächlich in letzter Zeit in dem Mietshaus aufgehalten hatte. Damit rücken die waffenbesitzenden Mieter in den Focus der Ermittler. Eine nähere Befragung ergibt, dass ihr Kollege Schlosser mit dem Mieter Kahl letztens eine lautstarke Auseinandersetzung gehabt hatte. Das widerspricht Schlossers Angaben, dass er gerade deshalb in diesem großen Haus wohnen, weil ihn so niemand kennen würde und er anonym bleiben könnte. Als Grosche und Reeding ihren Kollegen darauf ansprechen, regiert dieser über und lässt sich vom Dienst beurlauben. Zumal er vor Jahren Belastungszeuge gegen Marquardt war. Er ist aber nicht untätig, sondern geht in dem Mietshaus von Tür zu Tür Schellekloppe mit einem Foto von Marquardt, um herauszufinden wer ihn im Haus kennen könnte. So kommt er dahinter, dass Marquardt ein Verhältnis mit Regina Kahl hatte und das auch finanziell ausgenutzt hatte. Ihr Mann war dahintergekommen, hat seinen Nebenbuhler beseitigt und in „kleinen Stücken“ aus dem Haus geschafft.

## Hintergrund
Der Titel dieses Polizeirufs bezieht sich auf die Unart von Kindern an fremden Türen zu klingen und dann wegzulaufen. Im hessischen Raum wird dies als Schellekloppe bezeichnet und ist in Deutschland auch andernorts als Klingelstreich oder Klingelzug bekannt.

## Kritiken
Die Kritiker der Fernsehzeitschrift TV Spielfilm meinen, dieser Polizeiruf ist „Ein köstliches Sammelsurium skurriler, dabei authentischer Zeitgenossen.“ Man erlebt eine „Genaue Milieustudie aus dem Mietgetto.“